# Giurgiu-Russe-Freundschaftsbrücke
Die Giurgiu-Russe-Freundschaftsbrücke oder Brücke der Freundschaft (bulgarisch Мост на дружбата Most na druschbata; rumänisch Podul prieteniei) ist eine Straßen- und Eisenbahnbrücke über die Donau zwischen den Städten Giurgiu in Rumänien und Russe in Bulgarien.

## Geschichte
Bereits kurze Zeit nach dem Ende des Zweiten Weltkriegs entstand ein erstes Projekt einer Brücke zwischen den Städten Russe und Giurgiu, wie auf einer rumänischen Briefmarke des Jahres 1948 zu sehen ist.

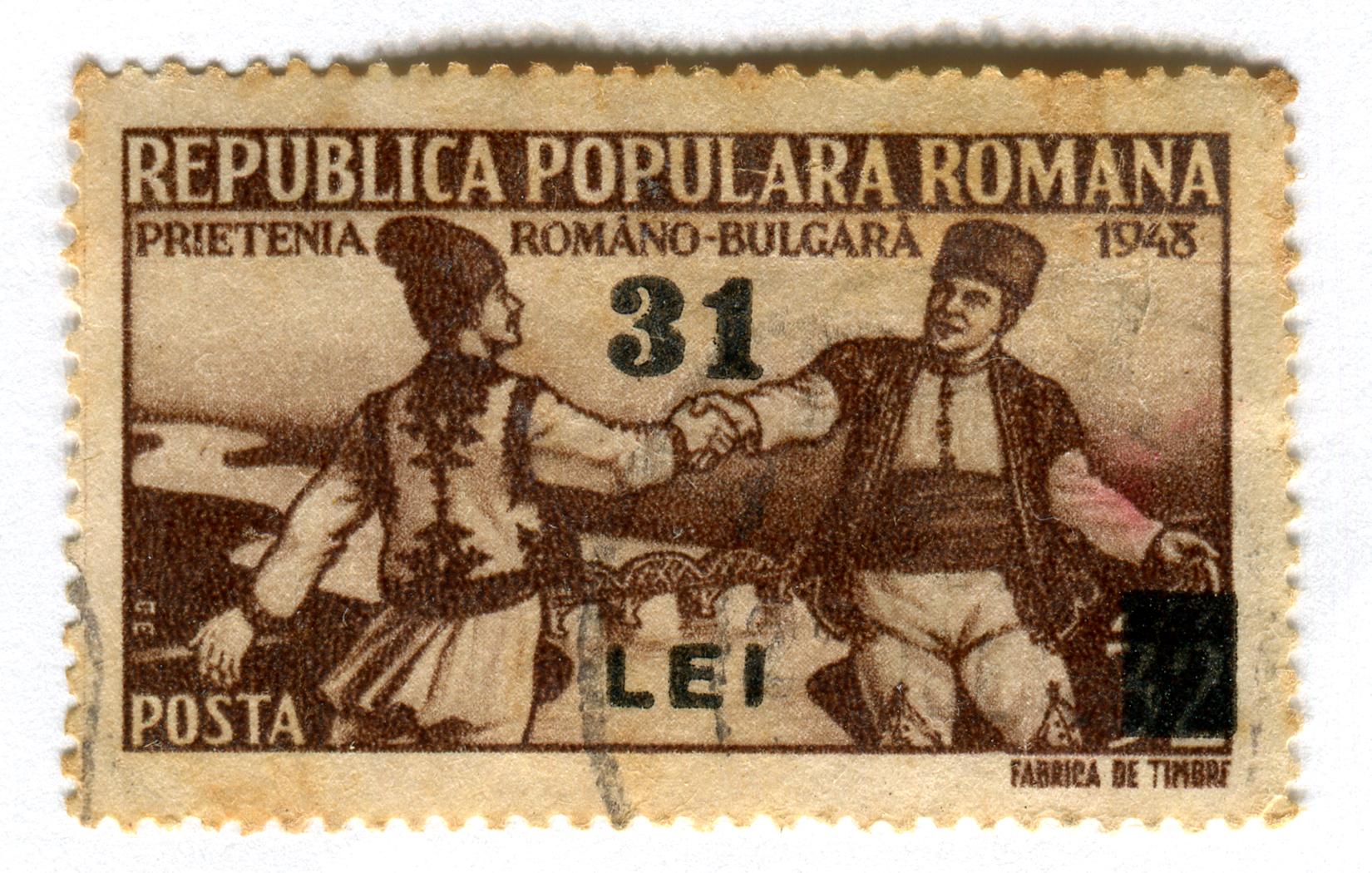
Die projektierte Brücke, 1948 auf einer Briefmarke

Die konkreten Planungen der zweistöckigen Stahl-Fachwerkbrücke lieferte Georgi Owtscharow († 1953). Nach dessen Tod führte W. Andreew die Arbeiten weiter. Innerhalb von zweieinhalb Jahren, zwischen 1952 und 1954, errichteten Brückenbauer mit sowjetischer Hilfe das Verkehrsbauwerk. Eröffnet wurde es am 20. Juni 1954. Auf zwei übereinanderliegenden und voneinander getrennten Brückenteilen wird der Straßen- und Eisenbahnverkehr über die Donau geführt; auch ein Bürgersteig für Fußgänger ist vorhanden. Die Brücke ist 2,8 km lang und ragt an ihrer höchsten Stelle 30 m über den Wasserspiegel. Zum Zeitpunkt ihrer Eröffnung war sie die längste Kombi-Brücke für Automobil- und Eisenbahnverkehr in Europa. Ein 85 m langes Mittelteil der Brücke kann hochgefahren werden, um größeren Schiffen eine Passage zu ermöglichen. Die künstlerische Ausgestaltung der beiden Brückenportale auf bulgarischer und rumänischer Seite nahm der ukrainische Bildhauer Michailo Iwanowitsch Paraschtschuk vor. Der Name Freundschaftsbrücke geht auf sowjetische Vorschläge zurück. Seit dem Ende des Kommunismus heißt sie meistens nur noch die erste Donaubrücke.
Die Freundschaftsbrücke war jahrelang die einzige feste Querung über den ca. 470 km langen bulgarisch-rumänischen Abschnitt der Donau. Im Jahr 2007 begann der Bau einer zweiten Brücke in diesem Bereich, die Widin und Calafat verbindet. Die zweite Donaubrücke, Europa-Brücke genannt, wurde im Spätsommer 2013 eröffnet.

## Benutzungsgebühr
Von rumänischer Seite wird eine Brückenmaut erhoben. Diese beträgt für Kfz bis 8 Sitze 14 Lei. Die Zahlung in Euro ist ebenso möglich, ist aber mit 6 € deutlich teurer als bei Zahlung in Lei. Für Kfz bis 12 t inkl. Anhänger 12 Euro, für Kfz/Busse über 12 t und max. 3 Achsen 28 Euro sowie für Kfz/Busse über 12 t und mehr als 3 Achsen 43 Euro (Stand: Ende 2013).